# Industrispåret Södra station–Hammarbyhamnen–Stadsgården

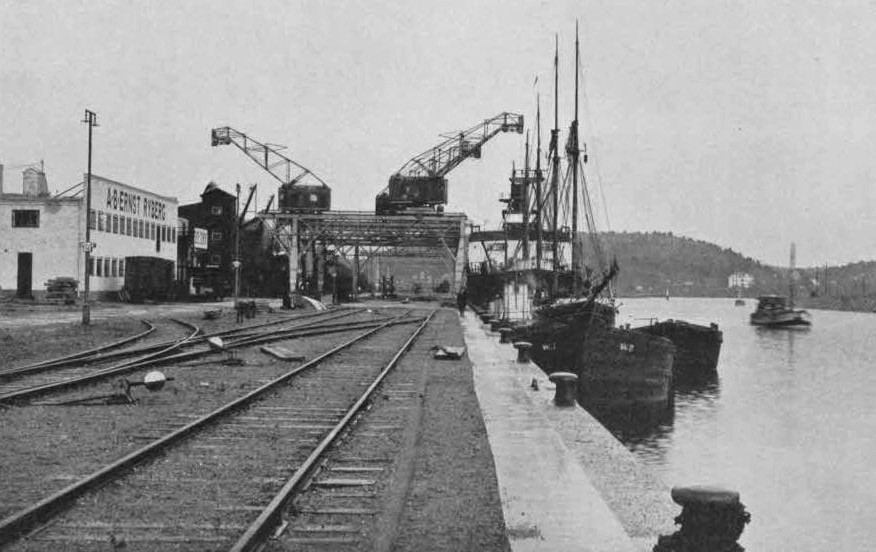
Industrispåret i Hammarbyhamnen 1929.

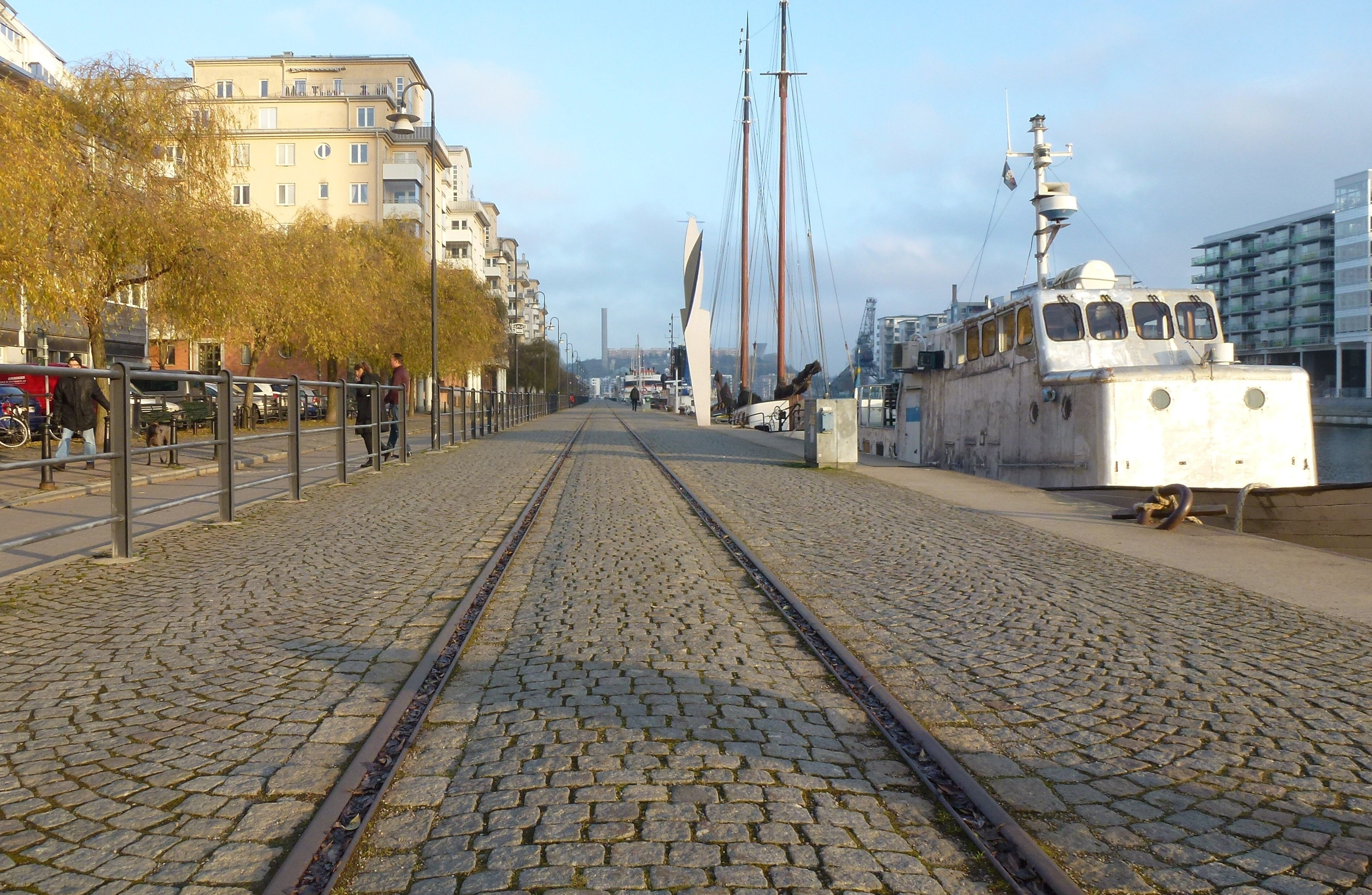
Ungefär samma plats i november 2012.

Industrispåret Södra station–Hammarbyhamnen–Stadsgården är en beredskapsjärnväg på Södermalm i Stockholm som förbinder Västra Stambanan med Saltsjöbanan. Järnvägen är ett riksintresse och viktig del av totalförsvaret då den vid Södersjukhuset går intill sjukhusets underjordiska katastrofmedicinska centrum Disaster & Emergency Medical Centre, (DEMC). 
Järnvägen anlades i etapper mellan åren 1925 och 1939 och blev på 1940-talet elektrifierad. Spåret sträcker sig från Södra stationsområdet i väst ner till Hammarbyhamnen och vidare under Fåfängan till Stadsgårdshamnen i öst och till Saltsjöbanan. Längs sträckan finns tre tunnlar. 
Den 22 februari 1944 bombades Eriksdal och järnvägen av sovjetiskt flyg, vilket resulterade i större materiella skador
Godstrafiken på järnvägen upphörde år 1997 och banan avelektrifierades, men spåren har under lång tid behållits intakta av beredskapsskäl. Under 2000-talet har Stockholms stads exploateringskontor ansökt hos Länsstyrelsen i Stockholms län om att få lägga/överdäcka denna järnvägssträckning för att skapa byggmark för framtida bostäder och kontor. Dessa planer har dock stoppats av Försvarsmakten och Myndigheten för samhällsskydd och beredskap, då järnvägen bedöms som ett riksintresse för totalförsvaret.

## Avsnittet Skanstull–Stadsgården (”Hamnbanan”)
Industrispårets första avsnitt anlades på 1920-talet i samband med bygget för Hammarbyhamnen. Den nya hamnen skulle ha en spårförbindelse till Stadsgårdshamnen och ett nytt industrispår drogs genom tunnel under Fåfängan till Danviksbron. Därifrån sträckte sig flera spår längs Norra Hammarbyhamnens kaj. Stadsgårdshamnen hade spårförbindelse till Saltsjöbanan som vid den tiden hade förbindelse med stambanan vid Slussen. Enligt en utbyggnadsplan för hamnen från 1929 planerades en mindre bangård strax norr om Hammarby sluss och en fortsättning av spåret längs Årstaviken med anslutning till bangården vid Södra station. Där skulle man kunna ansluta till Västra stambanan. Från bangården vid Hammarby sluss planerades även ett industrispår över slussbassängen till Södra Hammarbyhamnen och det framtida Hammarby industriområde.

## Avsnittet Södra station–Skanstull (”Sjukhusspåret”)

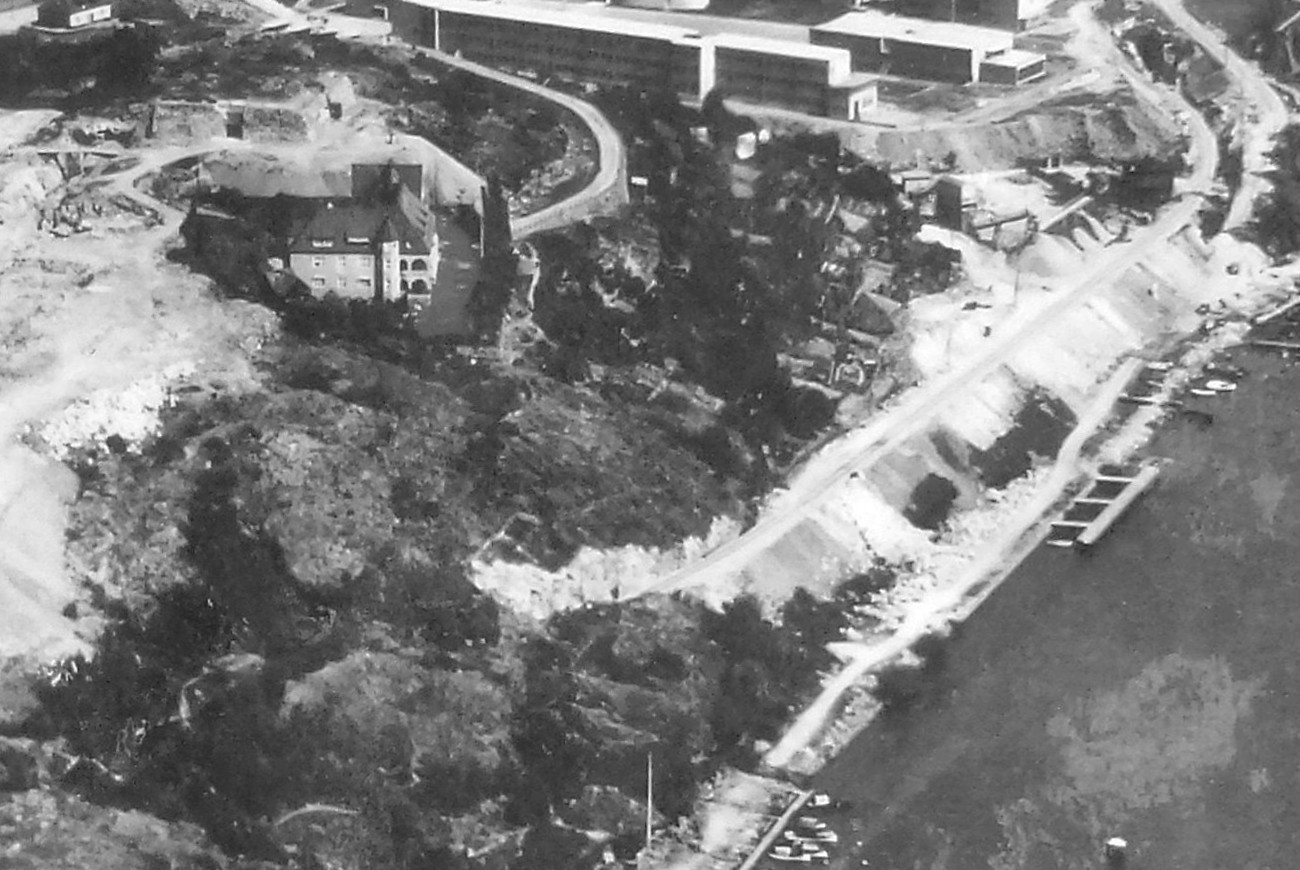
Anläggningsarbetena för spåret genom Södra Årstalundens koloniområde 1938. På berget syns Sachsska barnsjukhuset.

Industrispårets andra avsnitt byggdes 1938–1939 i samband med att Södersjukhuset började uppföras. Spåret ansluter i väst efter en 90 graders sväng till Södra stationsområdet och har en förlängning österut till Norra Hammarbyhamnens äldre spår, som gick fram till Hammarby sluss. Ursprungligen fanns planer på att inrätta ett krigssjukhus under SÖS. Ett bergrum sprängdes ut, men intresset svalnade efter freden 1945. Kvar blev spåret med sina tunnlar och ett outnyttjat bergrum. År 1994 invigdes DEMC i detta 4 700 m² stora utrymme.
I första tunnelavsnittet går spåret från katastrofsjukhuset och kommer ut nedanför Sachsska barnsjukhuset. Efter en sträcka av cirka 550 meter ovan jord följer tunnel nummer två, som sträcker sig cirka 480 meter från Eriksdalshallen under Eriksdalsvägen fram till Eriksdalsbadet. Sedan följer en cirka 600 meter lång sträcka under broarna vid Skanstull och anslutning till spåret längs Norra Hammarbyhamnen. 
Trots alla om- och nybyggnader längs spårets sträckning bevarades det länge i kördugligt skick, om än med demonterade kontaktledningar. Numera kan det dock anses som oframkomligt. Långa sträckor i Stadsgårdshamnen är överasfalterade och delvis överbyggda med kiosker för Viking Line, tunnelmynningar är igenmurade etc. I en detaljplan för kvarteret Kornet från 1999 för ny bostadsbebyggelse i anslutning till Eriksdalshallen anges att Banverket har utpekat industrispåret Södra station–Stadsgårdshamnen som riksintresse av beredskapsskäl. I början av 2000-talet har Stockholms kommuns exploateringskontor hos Länsstyrelsen ansökt om att få lägga ner en del av denna järnvägssträckning för att kunna skapa byggmark för framtida bostäder och kontor vid Eriksdalslunden.
Under 2012 har den ideella föreningen Trädgård på spåret etablerat odlingsverksamhet på den del av spårområdet som ligger under Johanneshovsbron och Skanstullsbron. Förutsättningen för Trädgård på spåret är att projektet är tillfälligt. Trädgården byggs upp på lastpallar och kommer att vara möjlig att flytta. Hur länge trädgårdsverksamheten kommer att kunna vara kvar är beroende av när Stockholms stad ska börja använda platsen.

## Historiska bilder, Södra station–Fåfängan

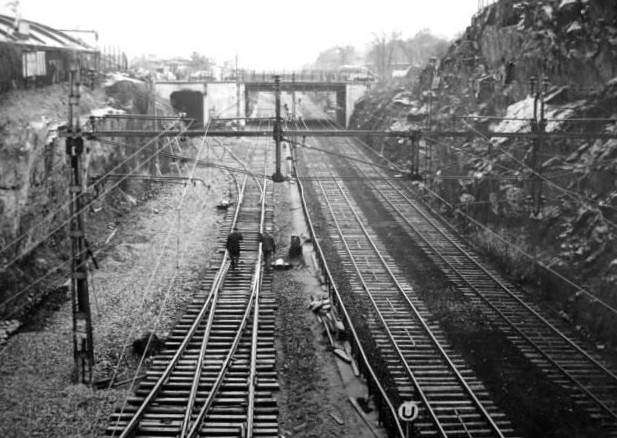
Tunnelmynning (till vänster) vid Södra station, 1950-tal
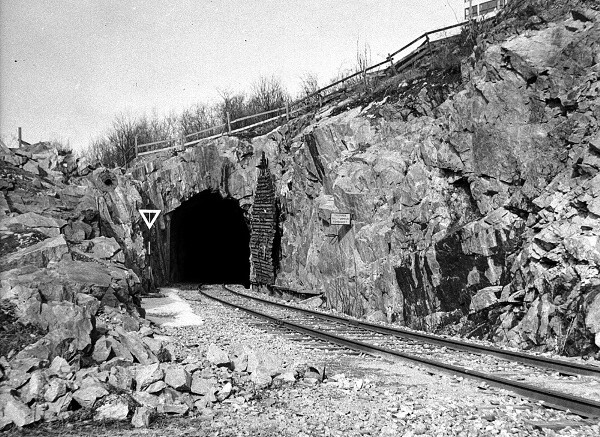
Tunnelmynning vid Södra Årstalunden, 1940-tal
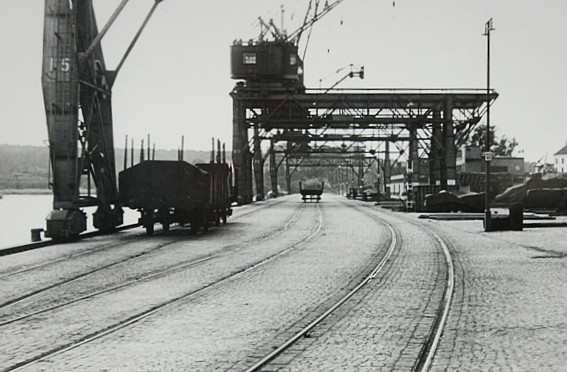
Hamnspåret längs Norra Hammarbyhamnen, 1930-tal
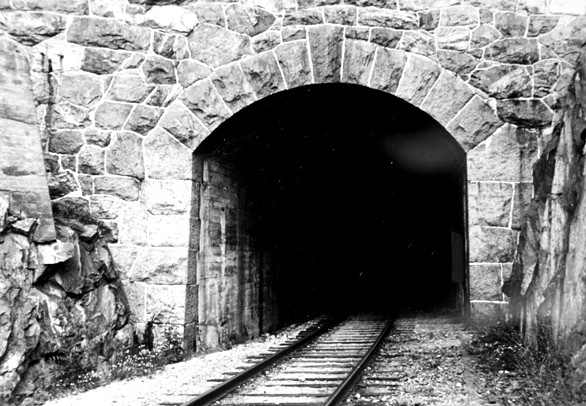
Södra tunnelmynningen vid Fåfängan, 1930-tal

## Nutida bilder, Södra Station–Eriksdalslunden

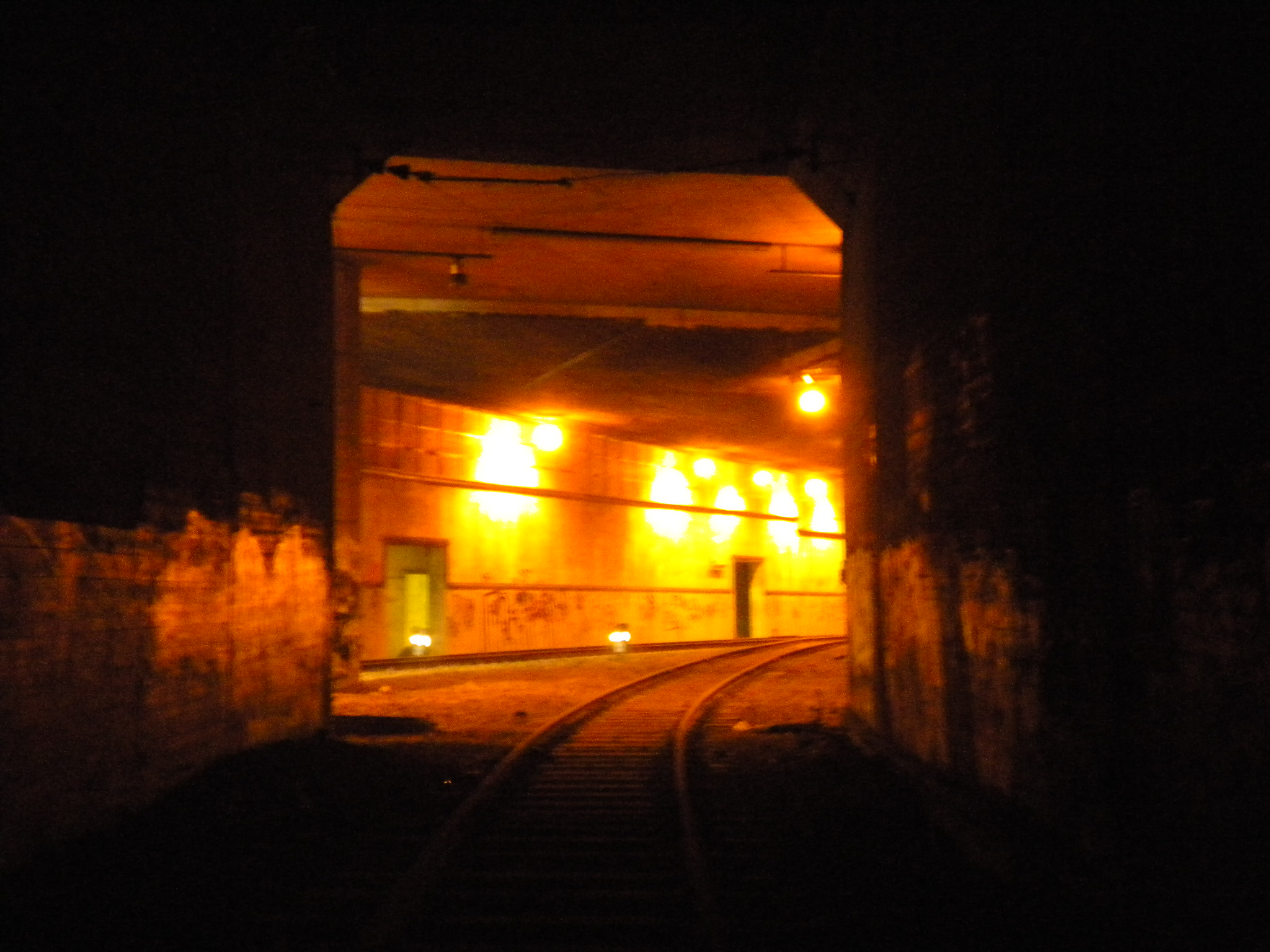
Spårets början vid Stockholms Södra.
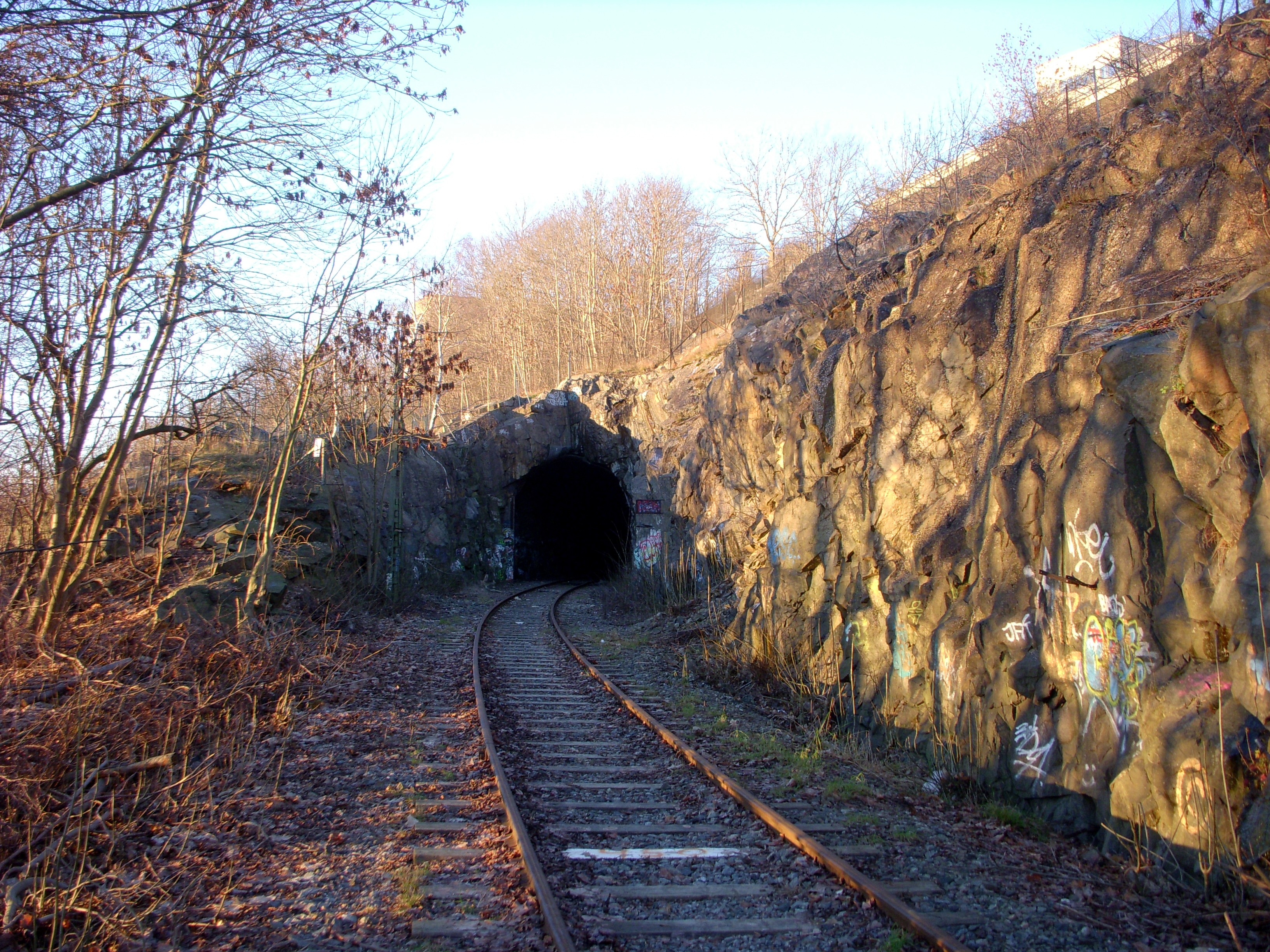
Spåret vid Sachsska barnsjukhuset.
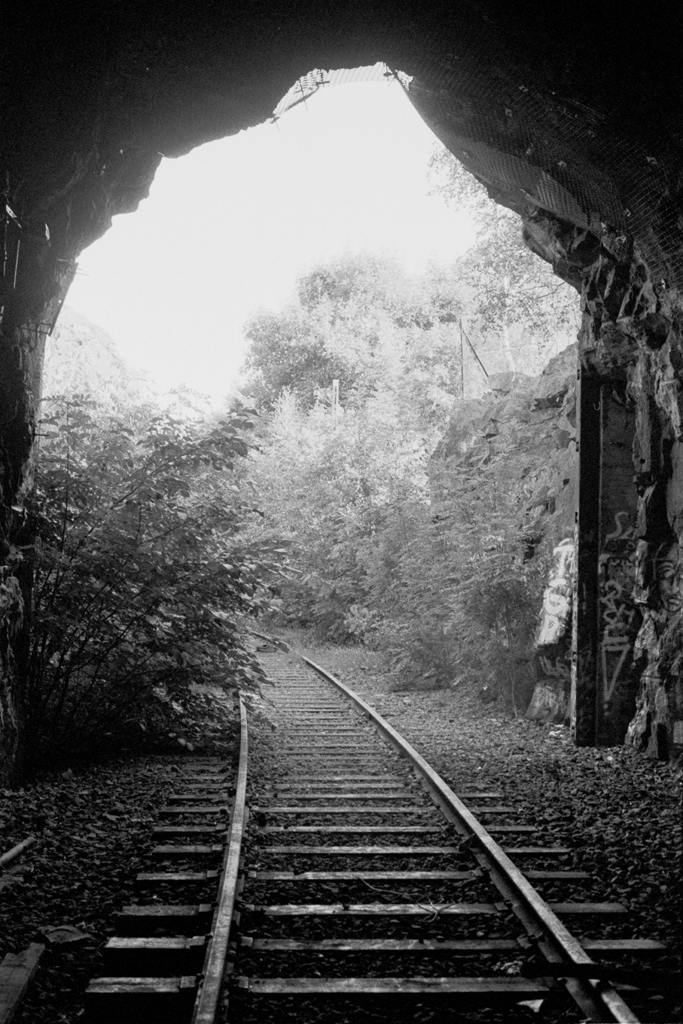
Tunnelportalen vid Sachsska barnsjukhuset.
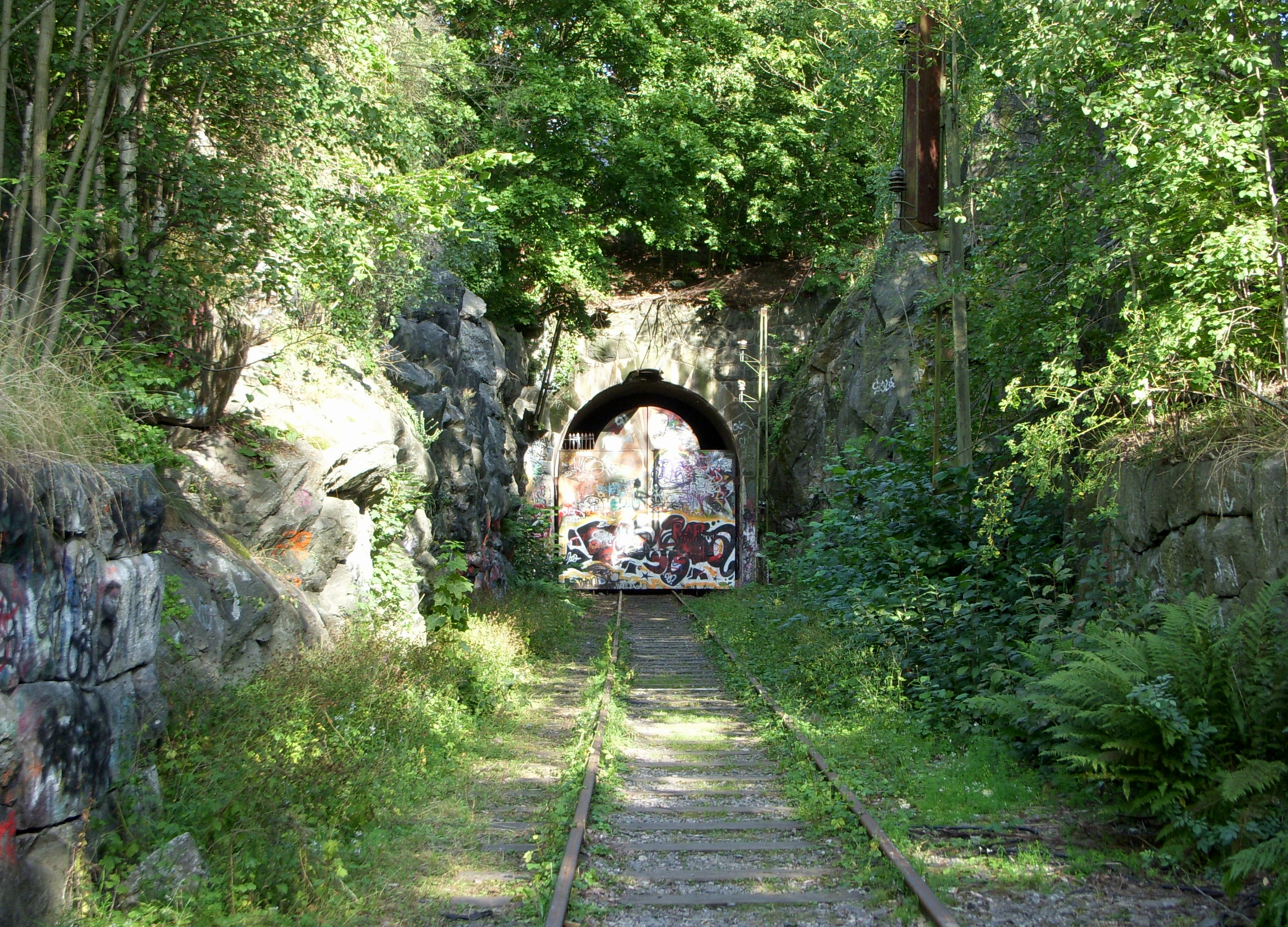
Tunnelportal i Eriksdalslunden.

## Nutida bilder, Skanstull–Stadsgården

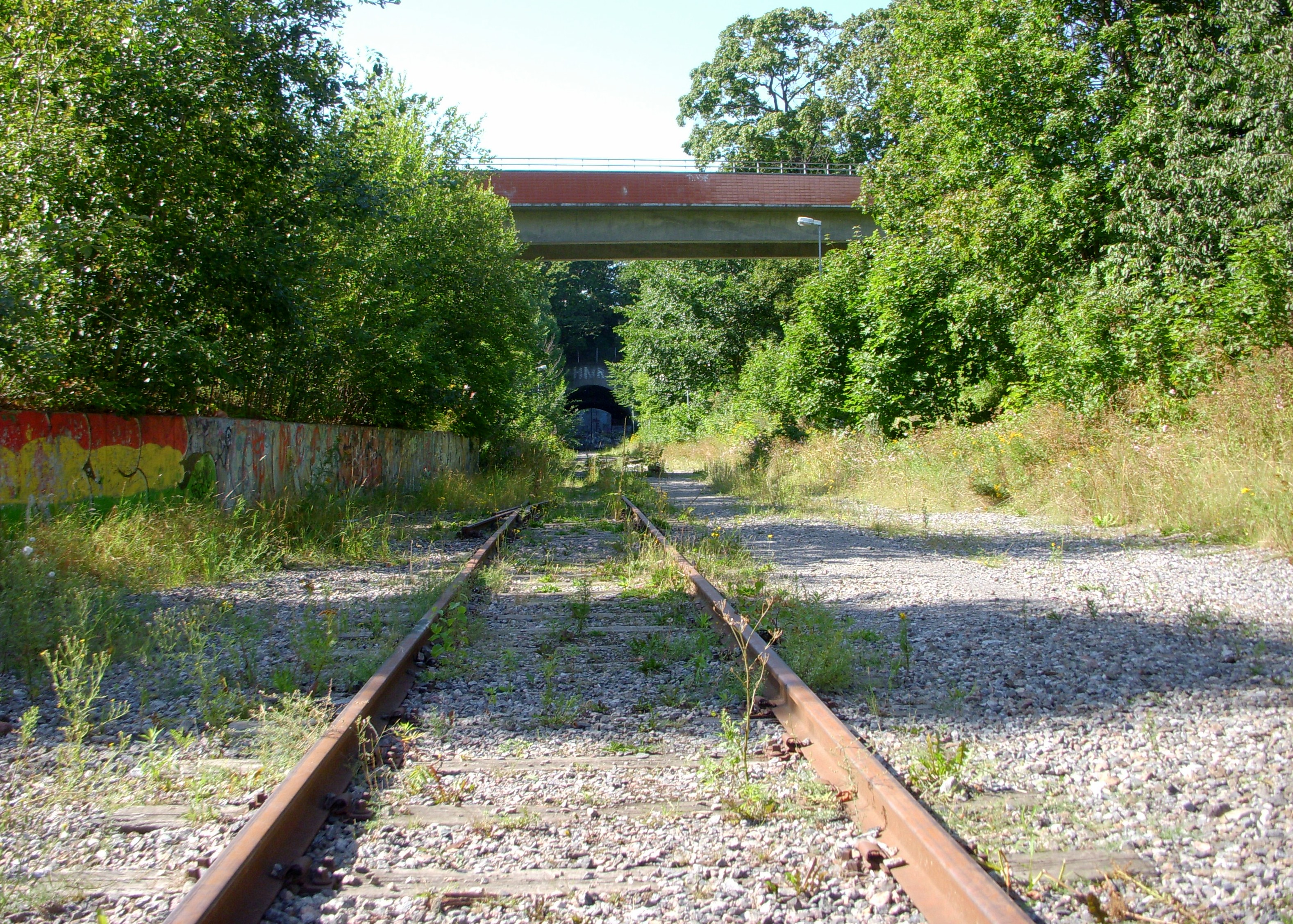
Spåret vid Skanstull
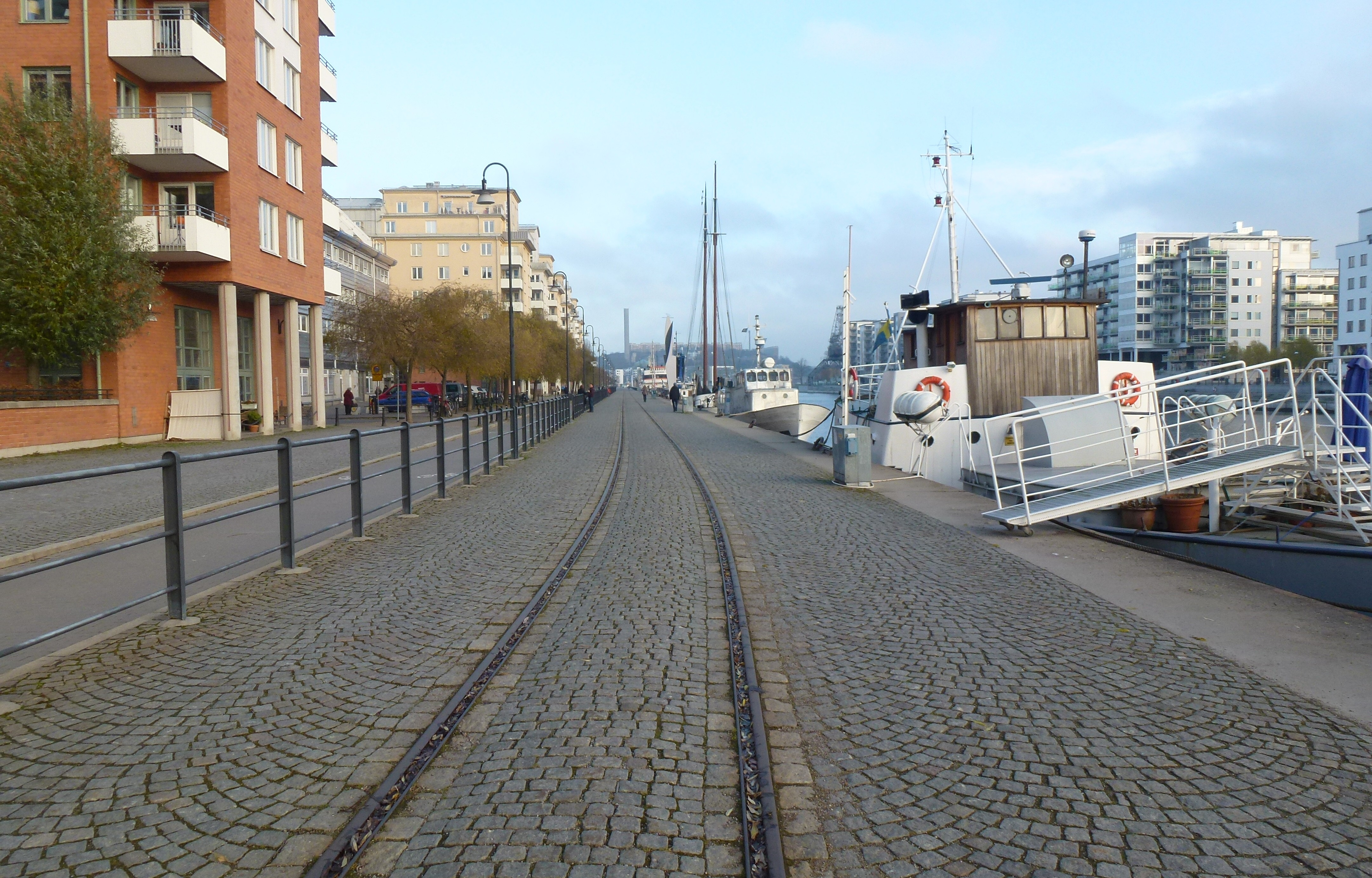
Spåret vid Norra Hammarbyhamnen
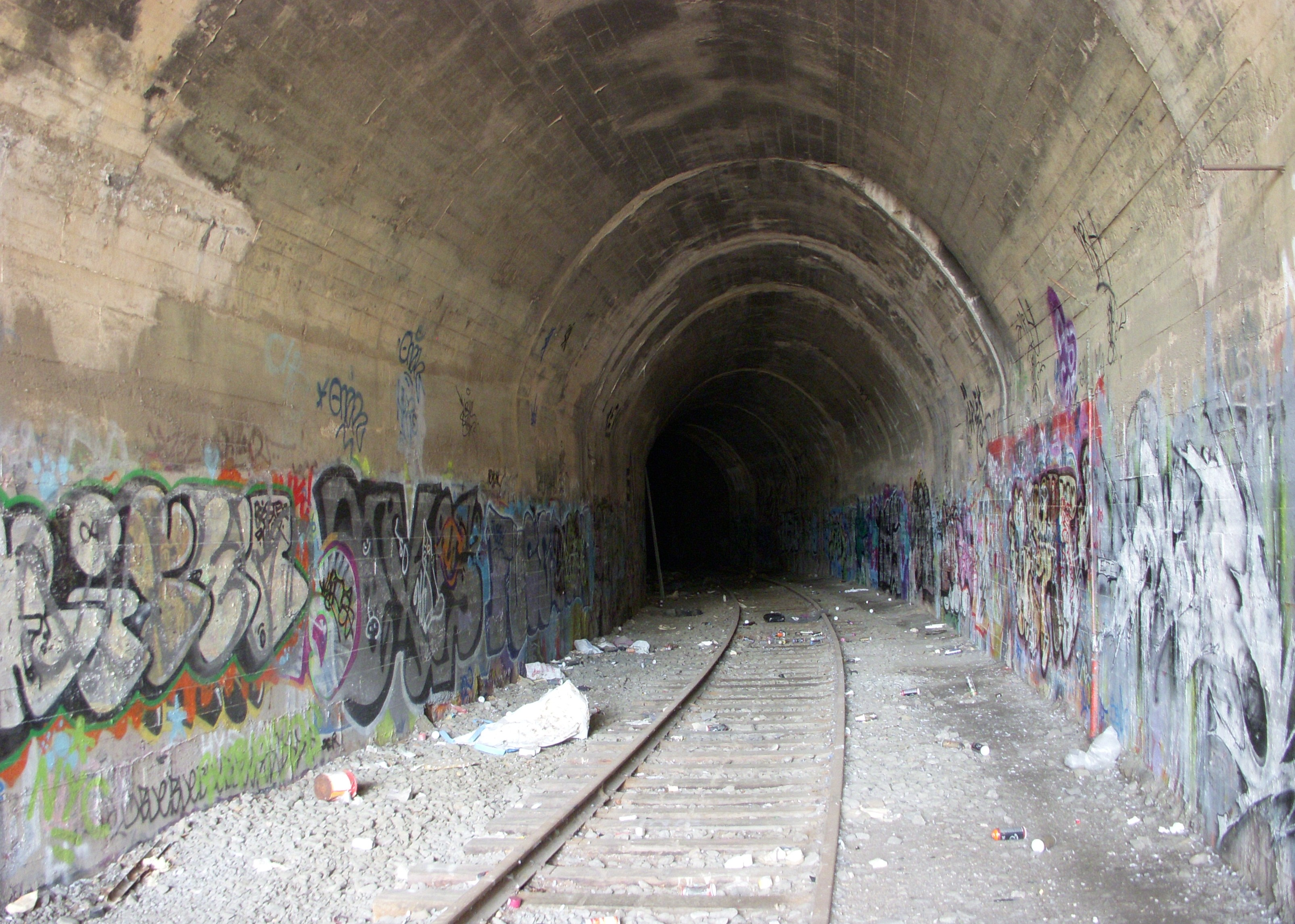
Tunneln under Fåfängan
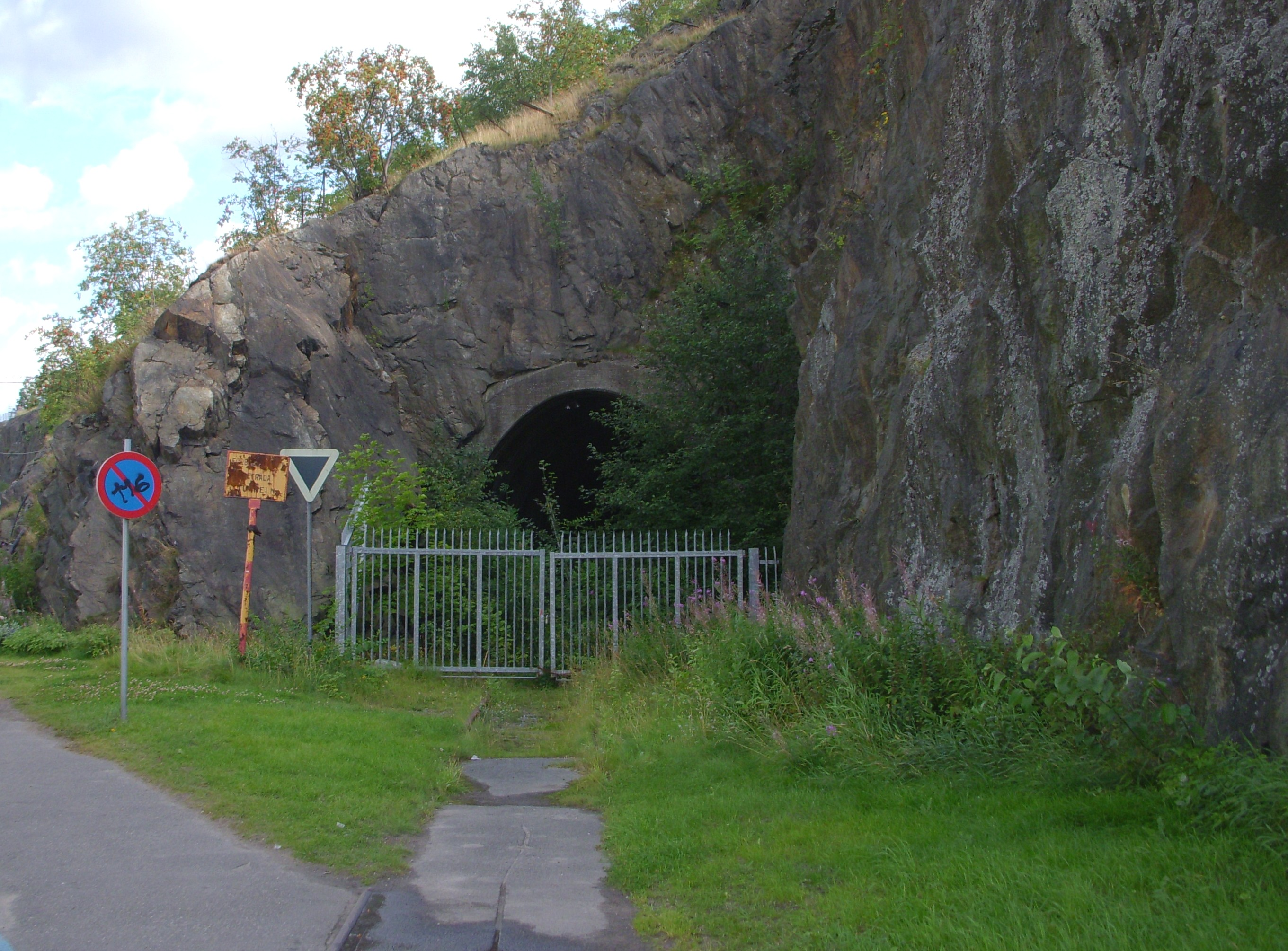
Tunnelmynningen vid Stadsgården

## Tunnelteatern
Hösten 2007 gick Nicholas Olsson, Tantoteaterns projektledare och skådespelare, en promenad genom Eriksdalslunden utefter industrispåret. Då fick han idén att sätta upp en teaterföreställning i tunnel nummer två (den under Eriksdalsgatan). Där annars graffitikonstnärer och en och annan uteliggare håller till byggdes en liten teaterscen och en ”salong” i berget med plats för 140 personer, lufttemperatur i teatern: + 14 grader celsius. I augusti 2009 gav den nyetablerade Tantoteatern ett tiotal föreställningar av Mathissen skriven av Nobelpristagaren Harold Pinter och i ”foajén” (bergtunnelns mynning) visades en fotoutställning The visible man av fotografen Martin Skoog.

### "Kultur i tunneln"

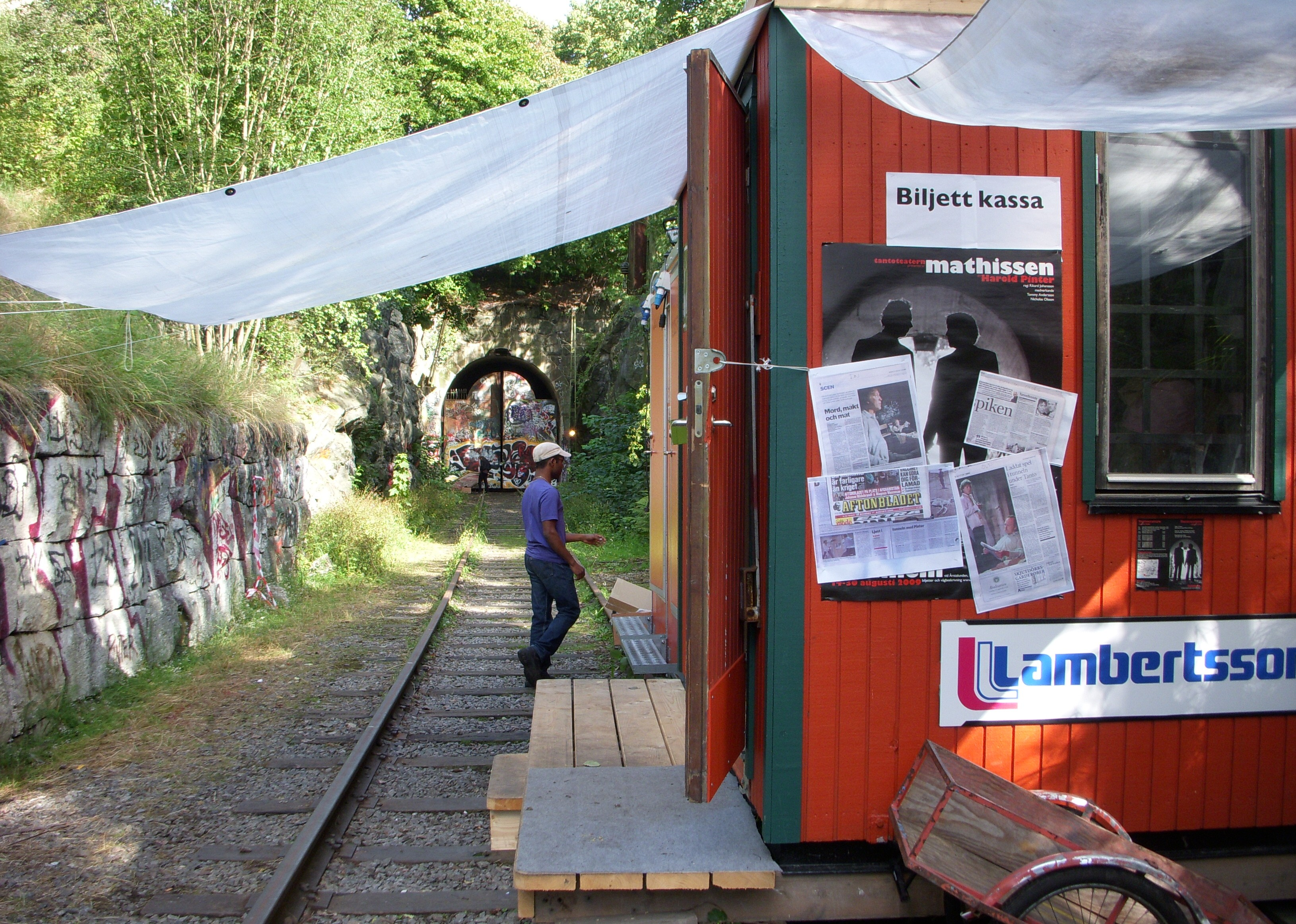
Tantoteaterns biljettkiosk
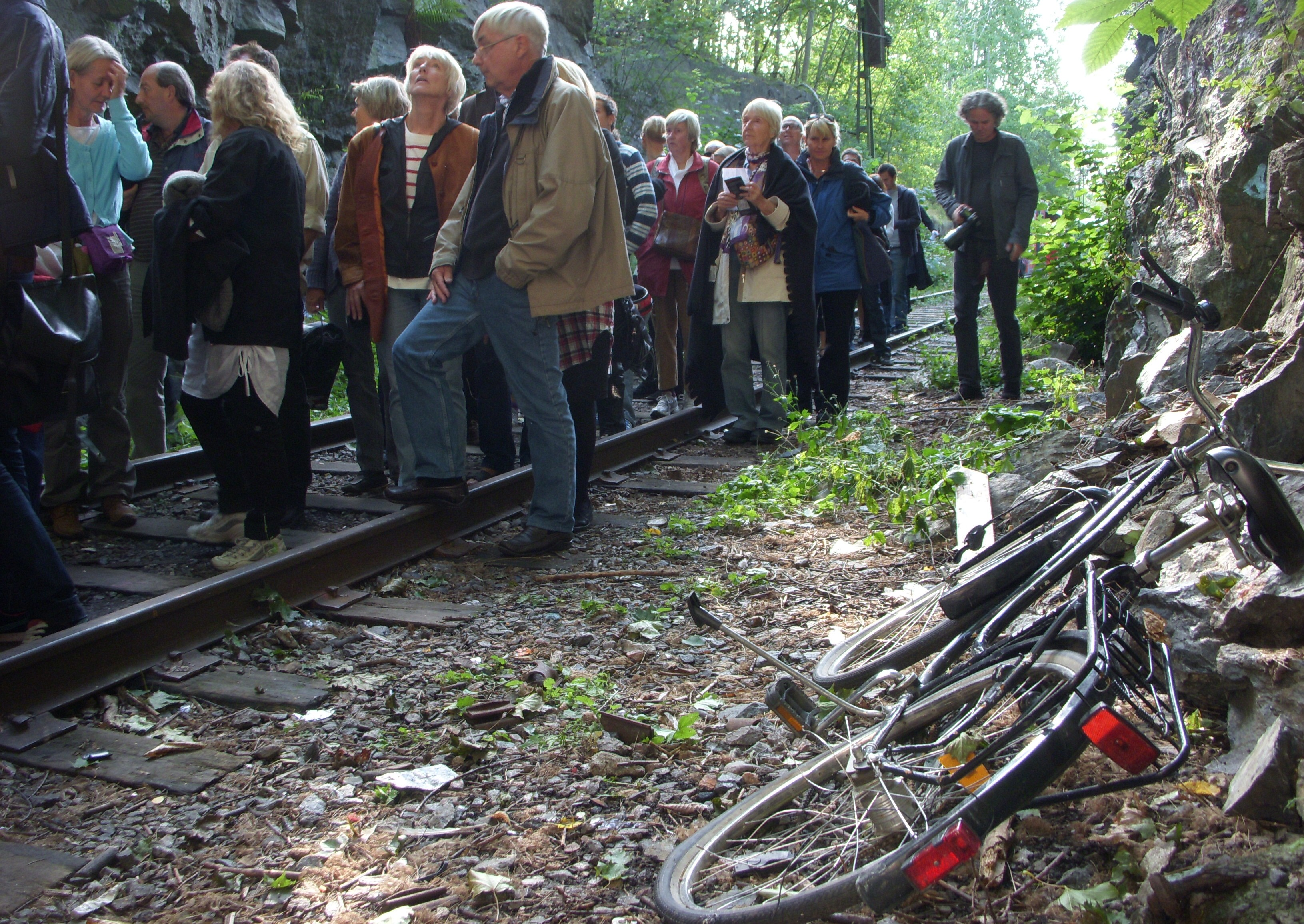
Förväntansfull publik
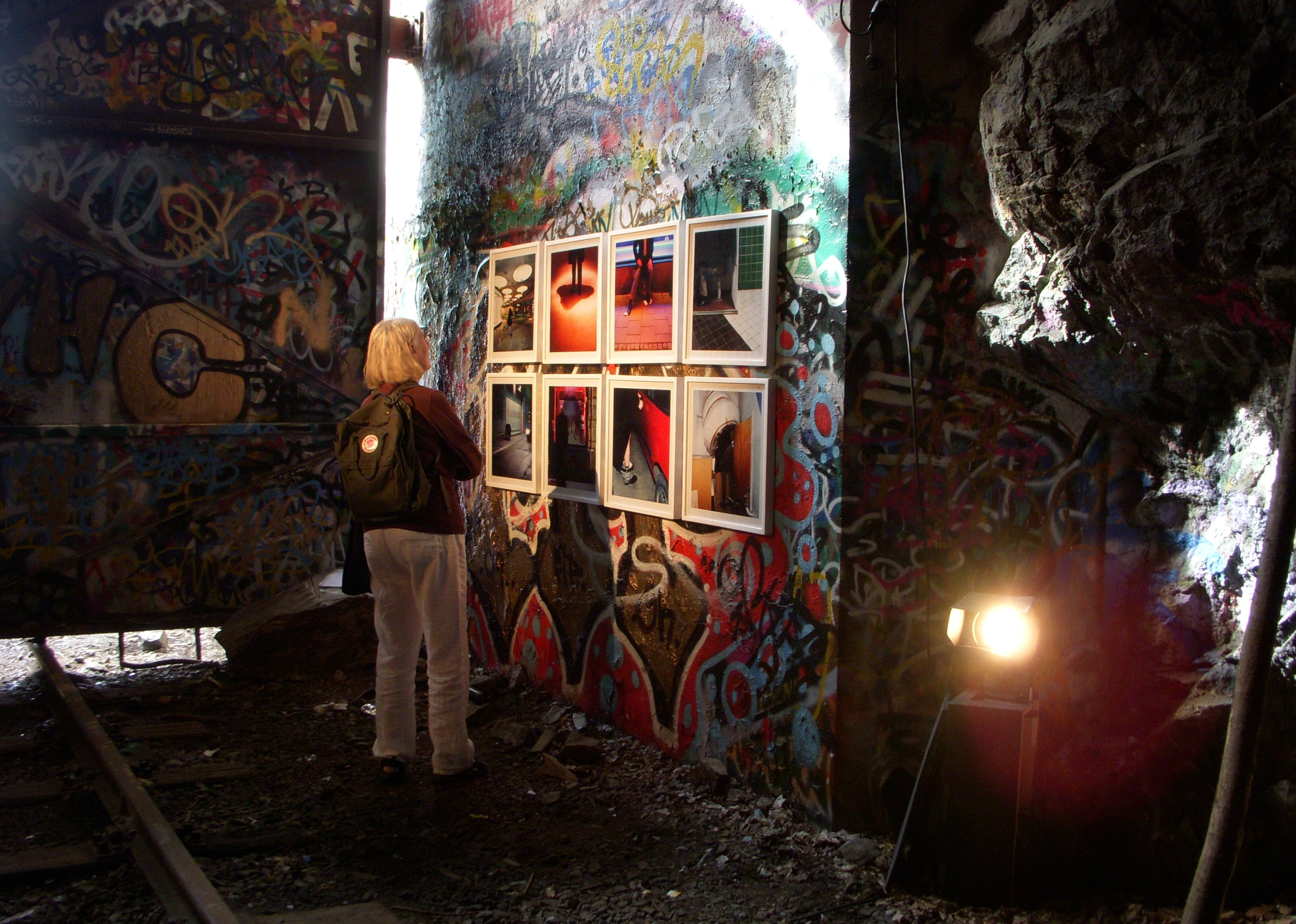
Fotoutställningen The visible man
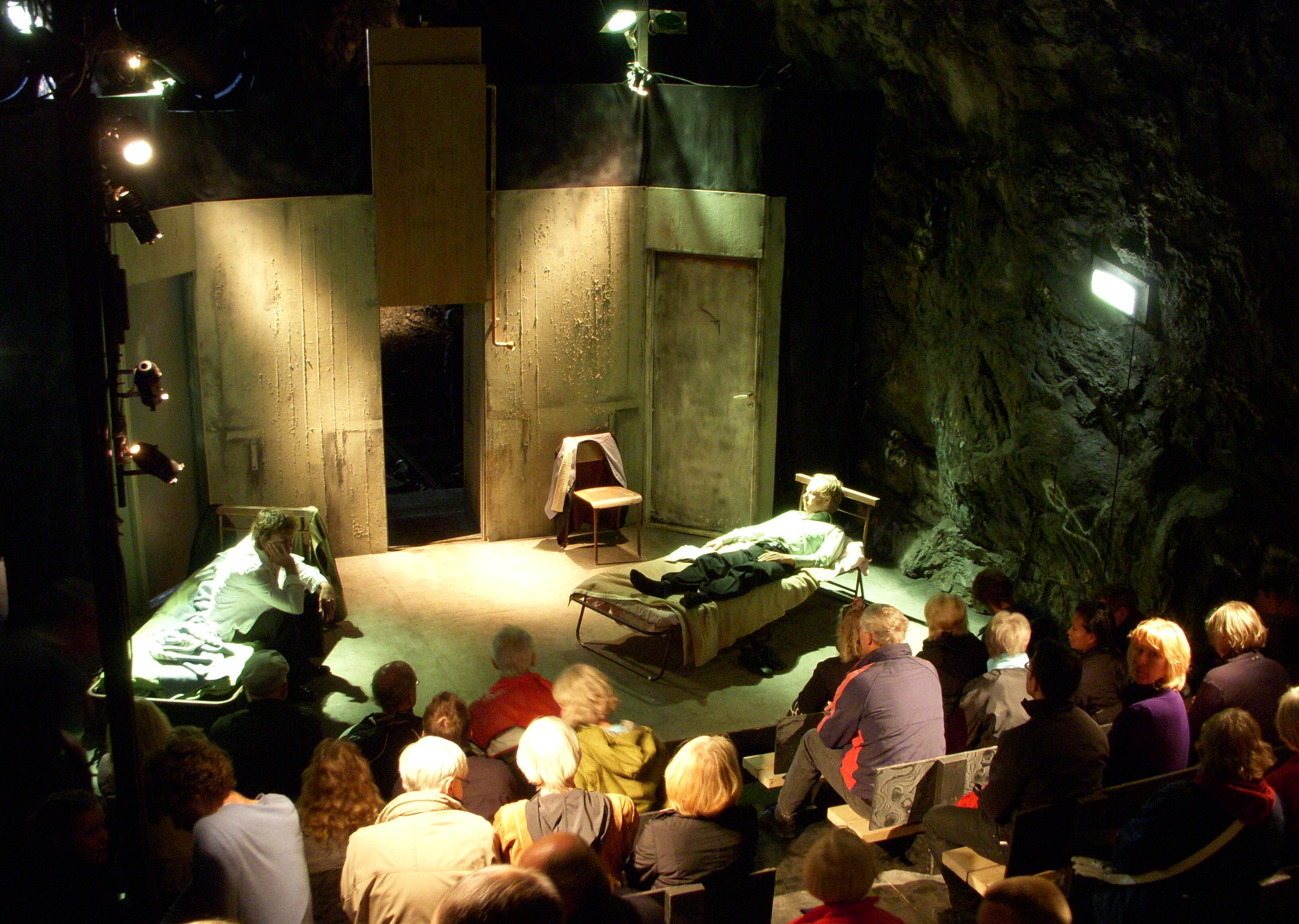
Föreställningen Mathissen

## Tunnelloppet
Den 21 oktober 2017 genomfördes ett lopp längs med det gamla industrispåret. Det cirka sju kilometer långa loppet startade vid Tantolunden, gick sedan längs Norra Hammarbyhamnen och slutade uppe på Fåfängan. Loppet inkluderade de tre, sedan länge övergivna och normalt sett otillgängliga, tåg- och transporttunnlarna. Det var första och enda gången som loppet gick som organiserades av STHLM Above/Below.